# Liste der Kreise und kreisfreien Städte in Nordrhein-Westfalen
Das Land Nordrhein-Westfalen ist in insgesamt 31 Kreise (einschließlich der Städteregion Aachen, die einem Kreis gleichgestellt ist) sowie 22 kreisfreie Städte untergliedert. Diese Liste der Kreise und kreisfreien Städte in Nordrhein-Westfalen gibt eine allgemeine Übersicht über diese samt deren wichtigsten Daten. Die derzeitige Verwaltungsgliederung des Landes kam durch die Kreisreform von 1966 bis 1976 zustande, bei der die bisherigen 57 Landkreise und 38 kreisfreien Städte neu gegliedert wurden. Einzigartig ist dabei, dass der Kreis Aachen und die kreisfreie Stadt Aachen am 21. Oktober 2009 zur Städteregion Aachen zusammengeführt wurden.
Das Land Nordrhein-Westfalen ist mit 34.112,35 Quadratkilometern flächenmäßig das viertgrößte Bundesland der Bundesrepublik Deutschland. Nach Einwohnerzahlen steht es mit 18.017.520 Menschen an erster Stelle. Die durchschnittliche Bevölkerungsdichte beträgt 528 Einwohner pro Quadratkilometer, wobei diese innerhalb der einzelnen Kreise stark variieren kann. So beträgt die Bevölkerungsdichte in der Stadt Herne 3037 Einwohner pro Quadratkilometer, im Kreis Mettmann 1203 Einwohner pro Quadratkilometer und im Kreis Höxter nur 116 Einwohner pro Quadratkilometer. Bevölkerungsreichster Kreis ist der Kreis Recklinghausen mit 622.855 Einwohnern, bevölkerungsärmster der Kreis Olpe mit 132.426 Einwohnern. Die größte kreisfreie Stadt ist Köln mit 1.024.408 Einwohnern. Flächenmäßig größter Kreis ist der Hochsauerlandkreis, der mit 1.960,16 Quadratkilometern nach der Größe der Landkreise in Deutschland an 35. Stelle steht. Der kleinste Kreis ist mit 407,21 Quadratkilometern der Kreis Mettmann.
Die kreisfreien Städte und Kreise sind fünf Regierungsbezirken zugeordnet:
| Regierungsbezirk            | Wappen                                | Verwaltungssitz | Kreise | kreisfreie Städte | Gesamt |
| --------------------------- | ------------------------------------- | --------------- | ------ | ----------------- | ------ |
| Regierungsbezirk Arnsberg   | Wappen des Landes Nordrhein-Westfalen | Arnsberg        | 7      | 5                 | 12     |
| Regierungsbezirk Detmold    | Wappen des Landes Nordrhein-Westfalen | Detmold         | 6      | 1                 | 7      |
| Regierungsbezirk Düsseldorf | Wappen des Landes Nordrhein-Westfalen | Düsseldorf      | 5      | 10                | 15     |
| Regierungsbezirk Köln       | Wappen des Landes Nordrhein-Westfalen | Köln            | 8      | 4                 | 12     |
| Regierungsbezirk Münster    | Wappen des Landes Nordrhein-Westfalen | Münster         | 5      | 3                 | 8      |
| Nordrhein-Westfalen         | Wappen des Landes Nordrhein-Westfalen | Düsseldorf      | 31     | 23                | 54     |

## Aufbau
Die nachfolgende Liste ist folgendermaßen aufgebaut:
- Kreis, kreisfreie Stadt: Name des Landkreises beziehungsweise der kreisfreien Stadt
- Kreisstadt: Name der Kreisstadt: Bei den kreisfreien Städten ist die Zelle leer.
- Wappen: offizielles Wappen des Kreises beziehungsweise der kreisfreien Stadt
- Reg.-Bez., Lage: Regierungsbezirk und Lagekarte der Kreise beziehungsweise der kreisfreien Städte innerhalb des Landes Nordrhein-Westfalen
- Kfz: Kraftfahrzeugkennzeichen der jeweiligen Gebietskörperschaft
- Ew: Einwohnerzahl der jeweiligen Gebietskörperschaft mit Stand vom 31. Dezember 2023[1]
- Fläche: Fläche der jeweiligen Gebietskörperschaft in Quadratkilometern (km²)[2]
- Ew/km²: Bevölkerungsdichte in Einwohnern je Quadratkilometer
- Bemerkungen: weitere Informationen bezüglich geografischer Besonderheiten der jeweiligen Städte und Kreise aufgeführt, darunter etwa Berge, Flüsse und größere Seen
- Bild: ein typisches Bild aus der Region, mit der die jeweilige Gebietskörperschaft identifiziert wird

## Übersicht
| Kreis/ kreisfreie Stadt                          | Kreisstadt          | Wappen                   | Reg.-Bez. Lage      | Kfz                 | Ew         | Fläche (in km²) | Ew/km² | Bemerkungen | Bild |
| ------------------------------------------------ | ------------------- | ------------------------ | ------------------- | ------------------- | ---------- | --------------- | ------ | --- | --- |
| Aachen (Städteregion)                            | Aachen              |                          | Köln                | AC, MON             | 582.463    | 706,92          | 824    | grenzt an die Niederlande und Belgien sowie an die Kreise Heinsberg, Düren und Euskirchen, mit der westlichsten Großstadt Deutschlands, im Oktober 2009 gegründet, einzige Städteregion des Landes.                                                                                  | Aachener Dom |
| Bielefeld (kreisfreie Stadt)                     |                     |                          | Detmold             | BI                  | 331.519    | 258,83          | 1281   | grenzt an die Kreise Herford, Lippe und Gütersloh | Sparrenburg |
| Bochum (kreisfreie Stadt)                        |                     |                          | Arnsberg            | BO, WAT             | 357.024    | 145,66          | 2451   | gehört zur Metropolregion Rhein-Ruhr, grenzt an Essen, Gelsenkirchen, Herne, Dortmund sowie den Ennepe-Ruhr-Kreis | Deutsches Bergbaumuseum |
| Bonn (kreisfreie Stadt)                          |                     |                          | Köln                | BN                  | 321.680    | 141,06          | 2280   | gehört zur Metropolregion Rhein-Ruhr, wird vom Rhein-Sieg-Kreis fast vollständig umschlossen, grenzt an Rheinland-Pfalz | Post-Tower und „Langer Eugen“ am Rhein                                                                                              |
| Borken                                           | Borken              |                          | Münster             | BOR, AH, BOH        | 379.787    | 1.420,96        | 267    | grenzt an die Niederlande und an Niedersachsen sowie an die Kreise Kleve, Wesel, Recklinghausen, Coesfeld und Steinfurt | Rock’n’Popmuseum in Gronau |
| Bottrop (kreisfreie Stadt)                       |                     |                          | Münster             | BOT                 | 118.912    | 100,62          | 1182   | gehört zur Metropolregion Rhein-Ruhr, grenzt an Gelsenkirchen, Essen, Oberhausen sowie an die Kreise Wesel und Recklinghausen | Aktives Bergwerk Prosper-Haniel der RAG Deutsche Steinkohle AG                                                                      |
| Coesfeld                                         | Coesfeld            |                          | Münster             | COE, LH             | 226.217    | 1.112,03        | 203    | grenzt an Münster und Hamm sowie an die Kreise Steinfurt, Warendorf, Unna, Recklinghausen und Borken | Dortmund-Ems-Kanal bei Lüdinghausen                                                                                                 |
| Dortmund (kreisfreie Stadt)                      |                     |                          | Arnsberg            | DO                  | 601.343    | 280,71          | 2142   | gehört zur Metropolregion Rhein-Ruhr, grenzt an Hagen und Bochum sowie an die Kreise Ennepe-Ruhr-Kreis, Recklinghausen und Unna | „Dortmunder U“ auf dem Dach des ehemaligen Gär- und Lagerhochhauses der Union-Brauerei                                              |
| Duisburg (kreisfreie Stadt)                      |                     |                          | Düsseldorf          | DU                  | 503.185    | 232,80          | 2161   | gehört zur Metropolregion Rhein-Ruhr, grenzt an Krefeld, Düsseldorf, Mülheim, Oberhausen sowie die Kreise Wesel, Neuss und Mettmann | Speicherzeile im Duisburger Binnenhafen                                                                                             |
| Düren                                            | Düren               |                          | Köln                | DN, JÜL, MON, SLE   | 278.462    | 941,48          | 296    | grenzt an die Städteregion Aachen und an die Kreise Heinsberg, Rhein-Erft-Kreis und Euskirchen | Leopold Hoesch-Museum in Düren |
| Düsseldorf (kreisfreie Stadt) (Landeshauptstadt) |                     |                          | Düsseldorf          | D                   | 616.319    | 217,41          | 2835   | gehört zur Metropolregion Rhein-Ruhr, grenzt an Duisburg sowie an die Kreise Mettmann und Rhein-Kreis Neuss | Königsallee |
| Ennepe-Ruhr-Kreis                                | Schwelm             |                          | Arnsberg            | EN, WIT             | 315.069    | 409,64          | 769    | weite Teile des Kreises gehören zur Metropolregion Rhein-Ruhr, grenzt an Essen, Bochum, Dortmund, Hagen, Wuppertal sowie an die Kreise Märkischer Kreis, Oberbergischer Kreis und Mettmann                                                                                           | Ruine der Burg Wetter, früher Sitz der märkischen Grafen, dann der Harkort’schen Maschinenfabrik                                    |
| Essen (kreisfreie Stadt)                         |                     |                          | Düsseldorf          | E                   | 574.082    | 210,34          | 2729   | gehört zur Metropolregion Rhein-Ruhr, grenzt an Mülheim, Oberhausen, Bottrop, Gelsenkirchen, Bochum sowie die Kreise Recklinghausen, Ennepe-Ruhr-Kreis und Mettmann | Weltkulturerbe Zeche und Kokerei Zollverein                                                                                         |
| Euskirchen                                       | Euskirchen          |                          | Köln                | EU, SLE             | 201.841    | 1.248,72        | 162    | grenzt an Belgien, Rheinland-Pfalz sowie an die Städteregion Aachen und die Kreise Düren, Rhein-Erft-Kreis und Rhein-Sieg-Kreis | Urfttalsperre im Nationalpark Eifel, dem einzigen Nationalpark des Landes                                                           |
| Gelsenkirchen (kreisfreie Stadt)                 |                     |                          | Münster             | GE                  | 267.284    | 104,94          | 2547   | gehört zur Metropolregion Rhein-Ruhr, grenzt an Essen, Bottrop, Herne, Bochum sowie den Kreis Recklinghausen | Blick auf Gelsenkirchen mit Arena „Auf Schalke“ (rechts), Bergehalde Scholven (links) und den Schornsteinen der Raffinerie Scholven |
| Gütersloh                                        | Gütersloh           |                          | Detmold             | GT                  | 363.674    | 969,21          | 375    | grenzt an Niedersachsen, Bielefeld sowie die Kreise Herford, Lippe, Paderborn, Soest und Warendorf | Gerry-Weber-Stadion in Halle (Westf.)                                                                                               |
| Hagen (kreisfreie Stadt)                         |                     |                          | Arnsberg            | HA                  | 190.640    | 160,45          | 1188   | gehört zur Metropolregion Rhein-Ruhr, grenzt an Dortmund sowie die Kreise Unna, Märkischer Kreis und Ennepe-Ruhr-Kreis | Der Rangierbahnhof Hagen-Vorhalle ist einer der größten Deutschlands                                                                |
| Hamm (kreisfreie Stadt)                          |                     |                          | Arnsberg            | HAM                 | 179.380    | 226,43          | 792    | gehört zur Metropolregion Rhein-Ruhr, grenzt an die Kreise Warendorf, Soest, Unna und Coesfeld | Schacht Lerche des Bergwerks Ost der RAG Deutsche Steinkohle AG in Hamm                                                             |
| Heinsberg                                        | Heinsberg           |                          | Köln                | HS, ERK, GK         | 262.149    | 627,92          | 417    | grenzt an die Niederlande, Mönchengladbach sowie an die Städteregion Aachen und die Kreise Düren, Rhein-Kreis Neuss und Viersen | Der Tagebau Garzweiler dringt bis weit in die Stadt Erkelenz vor                                                                    |
| Herford                                          | Herford             |                          | Detmold             | HF                  | 254.593    | 450,40          | 565    | grenzt an Niedersachsen, Bielefeld sowie die Kreise Gütersloh, Minden-Lübbecke und Lippe, Gebiet weitgehend identisch mit Ravensberger Hügelland | Deutsches Tabak- und Zigarrenmuseum in Bünde                                                                                        |
| Herne (kreisfreie Stadt)                         |                     |                          | Arnsberg            | HER, WAN            | 156.154    | 51,42           | 3037   | gehört zur Metropolregion Rhein-Ruhr, grenzt an Bochum, Gelsenkirchen und den Kreis Recklinghausen | Rathaus Herne |
| Hochsauerlandkreis                               | Meschede            |                          | Arnsberg            | HSK                 | 261.193    | 1.960,16        | 133    | grenzt an Hessen sowie an die Kreise Siegen-Wittgenstein, Olpe, Märkischer Kreis, Soest, Paderborn und Höxter, flächengrößter Kreis des Landes | Der Langenberg im Winter |
| Höxter                                           | Höxter              |                          | Detmold             | HX, WAR             | 139.042    | 1.201,42        | 116    | grenzt an Niedersachsen und Hessen sowie an die Kreise Lippe, Paderborn und Hochsauerlandkreis | Altstadt von Warburg |
| Kleve                                            | Kleve               |                          | Düsseldorf          | KLE, GEL            | 319.928    | 1.232,99        | 259    | grenzt an die Niederlande sowie die Kreise Viersen, Wesel und Borken | Rheinbrücke Emmerich |
| Köln (kreisfreie Stadt)                          |                     |                          | Köln                | K                   | 1.024.408  | 405,01          | 2529   | gehört zur Metropolregion Rhein-Ruhr, grenzt an Leverkusen sowie die Kreise Mettmann, Rheinisch-Bergischer Kreis, Rhein-Sieg-Kreis, Rhein-Erft-Kreis und Rhein-Kreis Neuss | Hohenzollernbrücke über den Rhein, Dom im Hintergrund                                                                               |
| Krefeld (kreisfreie Stadt)                       |                     |                          | Düsseldorf          | KR                  | 230.393    | 137,78          | 1672   | gehört zur Metropolregion Rhein-Ruhr, grenzt an Duisburg sowie an die Kreise Wesel, Viersen und Rhein-Kreis Neuss | Von Ludwig Mies van der Rohe entworfene Fabrik der VerSeidAG                                                                        |
| Leverkusen (kreisfreie Stadt)                    |                     |                          | Köln                | LEV, OP             | 167.850    | 78,87           | 2128   | gehört zur Metropolregion Rhein-Ruhr, grenzt an Köln sowie die Kreise Mettmann und Rheinisch-Bergischer Kreis | Bayer-Kreuz des Bayer-Werkes |
| Lippe                                            | Detmold             |                          | Detmold             | LIP                 | 347.613    | 1.246,19        | 279    | weitgehend identisch mit dem früheren Land Lippe, das einen der drei Landesteile Nordrhein-Westfalens darstellt und erst ein Jahr nach Gründung des Landes zu NRW kam. Grenzt an Niedersachsen, Bielefeld sowie die Kreise Höxter, Paderborn, Gütersloh, Herford und Minden-Lübbecke | Externsteine bei Horn-Bad Meinberg                                                                                                  |
| Märkischer Kreis                                 | Lüdenscheid         |                          | Arnsberg            | MK                  | 408.899    | 1.061,08        | 385    | Teile des Kreises gehören zur Metropolregion Rhein-Ruhr, grenzt an Hagen sowie die Kreise Olpe, Hochsauerlandkreis, Soest, Unna, Ennepe-Ruhr-Kreis und Oberbergischer Kreis | Luisenhütte in Wocklum |
| Mettmann                                         | Mettmann            |                          | Düsseldorf          | ME                  | 489.760    | 407,21          | 1203   | gehört zur Metropolregion Rhein-Ruhr, grenzt an Düsseldorf, Duisburg, Mülheim, Essen, Wuppertal, Solingen, Leverkusen, Köln sowie die Kreise Ennepe-Ruhr-Kreis, Rheinisch-Bergischer Kreis und Rhein-Kreis Neuss (damit die meisten „Nachbarn“)                                      | Neanderthal Museum |
| Minden-Lübbecke                                  | Minden              |                          | Detmold             | MI                  | 320.925    | 1.152,42        | 278    | Grenzt an Niedersachsen sowie die Kreise Lippe und Herford. Einziger Kreis mit größeren Anteilen östlich der Weser. Der nördlichste Punkt von NRW liegt im Kreis. | Der Mittellandkanal kreuzt die Weser im Wasserstraßenkreuz Minden                                                                   |
| Mönchengladbach (kreisfreie Stadt)               |                     |                          | Düsseldorf          | MG                  | 267.667    | 170,47          | 1570   | gehört zur Metropolregion Rhein-Ruhr, grenzt an die Kreise Heinsberg, Viersen und Rhein-Kreis Neuss | Schloss Wickrath |
| Mülheim an der Ruhr (kreisfreie Stadt)           |                     |                          | Düsseldorf          | MH                  | 172.887    | 91,28           | 1894   | gehört zur Metropolregion Rhein-Ruhr, grenzt an Essen, Oberhausen, Duisburg sowie den Kreis Mettmann | Theater an der Ruhr |
| Münster (kreisfreie Stadt)                       |                     | Wappen der Stadt Münster | Münster             | MS                  | 307.071    | 303,28          | 1013   | grenzt an die Kreise Warendorf, Coesfeld und Steinfurt | Prinzipalmarkt |
| Oberbergischer Kreis                             | Gummersbach         |                          | Köln                | GM                  | 273.963    | 918,84          | 298    | grenzt an Rheinland-Pfalz, Wuppertal, Remscheid sowie die Kreise Rhein-Sieg-Kreis, Rheinisch-Bergischer Kreis, Ennepe-Ruhr-Kreis, Märkischer Kreis und Olpe | Marktplatz in Radevormwald |
| Oberhausen (kreisfreie Stadt)                    |                     |                          | Düsseldorf          | OB                  | 213.510    | 77,09           | 2770   | gehört zur Metropolregion Rhein-Ruhr, grenzt an Mülheim, Duisburg, Bottrop, Essen sowie den Kreis Wesel | Gasometer der früheren Gutehoffnungshütte                                                                                           |
| Olpe                                             | Olpe                |                          | Arnsberg            | OE                  | 132.426    | 712,11          | 186    | grenzt an Rheinland-Pfalz sowie an die Kreise Siegen-Wittgenstein, Hochsauerlandkreis, Märkischer Kreis und Oberbergischer Kreis | Olpe aus Nordwesten gesehen, im Vordergrund der Biggesee                                                                            |
| Paderborn                                        | Paderborn           |                          | Detmold             | PB, BÜR             | 315.606    | 1.246,78        | 253    | grenzt an die Kreise Lippe, Höxter, Hochsauerlandkreis, Soest und Gütersloh | Die Wewelsburg |
| Recklinghausen                                   | Recklinghausen      |                          | Münster             | RE, CAS, GLA        | 622.855    | 761,32          | 818    | weite Teile des Kreises gehören zur Metropolregion Rhein-Ruhr, grenzt an Dortmund, Bochum, Herne, Gelsenkirchen, Bottrop sowie an die Kreise Wesel, Borken, Coesfeld und Unna | Castroper Altstadt mit Förderturm Erin                                                                                              |
| Remscheid (kreisfreie Stadt)                     |                     |                          | Düsseldorf          | RS                  | 114.061    | 74,52           | 1531   | gehört zur Metropolregion Rhein-Ruhr, grenzt an Wuppertal, Solingen sowie an die Kreise Rheinisch-Bergischer Kreis und Oberbergischer Kreis | Müngstener Brücke, Deutschlands höchste Stahl-Eisenbahnbrücke                                                                       |
| Rhein-Erft-Kreis                                 | Bergheim            |                          | Köln                | BM                  | 476.412    | 704,70          | 676    | Teile des Kreises gehören zur Metropolregion Rhein-Ruhr, grenzt an Köln sowie die Kreise Rhein-Sieg-Kreis, Euskirchen, Düren und Rhein-Kreis Neuss | Schloss Augustusburg in Brühl |
| Rheinisch-Bergischer Kreis                       | Bergisch Gladbach   |                          | Köln                | GL                  | 283.607    | 437,32          | 649    | Teile des Kreises gehören zur Metropolregion Rhein-Ruhr, grenzt an Köln, Leverkusen, Solingen, Remscheid sowie die Kreise Rhein-Sieg-Kreis, Oberbergischer Kreis und Mettmann | Vorsperre der Großen Dhünntalsperre                                                                                                 |
| Rhein-Kreis Neuss                                | Neuss               |                          | Düsseldorf          | NE, GV              | 457.398    | 576,44          | 793    | weite Teile des Kreises gehören zur Metropolregion Rhein-Ruhr, grenzt an Mönchengladbach, Krefeld, Düsseldorf, Köln sowie die Kreise Mettmann, Rhein-Erft-Kreis, Heinsberg und Viersen                                                                                               | Industriehafen in Neuss |
| Rhein-Sieg-Kreis                                 | Siegburg            |                          | Köln                | SU                  | 605.283    | 1.153,20        | 525    | Teile des Kreises gehören zur Metropolregion Rhein-Ruhr, grenzt an Rheinland-Pfalz, umschließt Bonn fast vollständig | Petersberg mit Gästehaus der Bundesregierung in Königswinter                                                                        |
| Siegen-Wittgenstein                              | Siegen              |                          | Arnsberg            | SI, BLB             | 274.379    | 1.132,89        | 242    | grenzt an Hessen und Rheinland-Pfalz sowie die Kreise Olpe und Hochsauerlandkreis | Oberes Schloss in Siegen, ehemalige Residenz der Grafen von Nassau                                                                  |
| Soest                                            | Soest               |                          | Arnsberg            | SO, LP              | 300.347    | 1.328,63        | 226    | grenzt an Hamm sowie die Kreise Paderborn, Hochsauerlandkreis, Märkischer Kreis, Unna, Warendorf und Gütersloh | Überlauf der Möhnetalsperre |
| Solingen (kreisfreie Stadt)                      |                     |                          | Düsseldorf          | SG                  | 166.078    | 89,54           | 1855   | gehört zur Metropolregion Rhein-Ruhr, grenzt an Remscheid, Wuppertal sowie an die Kreise Mettmann und Rheinisch-Bergischer Kreis | Deutsches Klingenmuseum |
| Steinfurt                                        | Steinfurt           |                          | Münster             | ST, BF, TE          | 450.042    | 1.795,76        | 251    | grenzt an Niedersachsen, Münster sowie die Kreise Borken, Coesfeld und Warendorf | Flughafen Münster/Osnabrück |
| Unna                                             | Unna                |                          | Arnsberg            | UN, LH, LÜN         | 396.283    | 543,21          | 730    | gehört zur Metropolregion Rhein-Ruhr, grenzt an Hagen, Dortmund und Hamm sowie die Kreise Soest, Märkischer Kreis, Recklinghausen und Coesfeld | Schloss Schwansbell |
| Viersen                                          | Viersen             |                          | Düsseldorf          | VIE, KK             | 297.504    | 563,27          | 528    | Teile des Kreises gehören zur Metropolregion Rhein-Ruhr, grenzt an die Niederlande, Mönchengladbach, Krefeld sowie die Kreise Rhein-Kreis Neuss, Heinsberg, Kleve und Wesel | Festhalle Viersen |
| Warendorf                                        | Warendorf           |                          | Münster             | WAF, BE             | 282.216    | 1.319,42        | 214    | grenzt an Niedersachsen, Münster, Hamm sowie die Kreise Steinfurt, Coesfeld, Soest und Gütersloh | Hengstparade des nordrhein-westfälischen Landgestüts in Warendorf                                                                   |
| Wesel                                            | Wesel               |                          | Düsseldorf          | WES, DIN, MO        | 457.545    | 1.042,81        | 439    | weite Teile des Kreises gehören zur Metropolregion Rhein-Ruhr, grenzt an Krefeld, Duisburg, Oberhausen, Bottrop sowie die Kreise Viersen, Kleve, Borken und Recklinghausen | Amphitheater im Archäologischen Park Xanten                                                                                         |
| Wuppertal (kreisfreie Stadt)                     |                     |                          | Düsseldorf          | W                   | 358.592    | 168,39          | 2130   | gehört zur Metropolregion Rhein-Ruhr, grenzt an Solingen und Remscheid sowie die Kreise Mettmann, Ennepe-Ruhr-Kreis und Oberbergischer Kreis | Die Schwebebahn „schwebt“ über Wuppertal-Elberfeld                                                                                  |
| Nordrhein-Westfalen                              | Nordrhein-Westfalen | Nordrhein-Westfalen      | Nordrhein-Westfalen | Nordrhein-Westfalen | 18.017.520 | 34.112,35       | 528    | | |